# Віто Дженовезе
Віто Дженовезе, відомий як Дон Віто (англ. Vito Genovese; 21 листопада 1897 — 14 лютого 1969) — американський мафіозі італійського походження. У різний час був капореджиме, заступником боса, а потім босом сім'ї Дженовезе. У період з 1957 по 1959 рік був відомий як «Бос босів». Був наставником майбутнього боса мафії Вінсента Джиганте на прізвисько «Підборіддя». Обидва його брата — Майкл на прізвисько «Майк Трубка» і Карміне Дженовезе — також входили до його клану, а його двоюрідний брат Майкл Джеймс Дженовезе був босом злочинної сім'ї Піттсбурга.